# کاروانسرای سفیدآب
کاروانسرای سفیدآب از بناهای تاریخی درون کویر مرکزی ایران است.
در پارک ملی کویر در فاصله ۵۰ کیلومتری شرق مرنجاب و در ۷۵ کیلومتری جنوب قصر بهرام کاروانسرای قدیمی قرار دارد که زمانی استراحتگاه کاروان‌ها بوده است. این کاروانسرا در حدود ۴۰۰ سال پیش توسط شاه عباس صفوی در جنوب شرقی دریاچه نمک آران و بیدگل ساخته شده و جزو ۴ کاروانسرای حاشیه این دریاچه است. شاه عباس برای سفر از اصفهان به فرح‌آباد ساری از این کاروانسراها استفاده می‌کرده است. نمای ظاهری این کاروانسرا آجری است و ساخت آن به شیوه معماری اسلامی می‌باشد. در حاشیه جنوبی کاروانسرا کوه سفیدآب و چشمه سفیدآب قرار دارد که آب کاروانسرا از این چشمه تأمین می‌شده است.
کاروانسرای سفیدآب در ابتدای حوزه استحفاظی پارک ملی کویر و محیط‌بانی سفیدآب قرار دارد.

## راه‌های ورود به منطقه
مسیر اول مسیری است که از کاشان به آران و بیدگل و سپس جاده کویری مرنجاب می‌باشد. شایان ذکر است که حد فاصل کاروانسرای مرنجاب تا سفیدآب مسیری بسیار ناهموار است که فقط اتومبیلهای شاسی بلند قادر به عبور از آن هستند.
مسیر دوم مسیر ورامین - پیشوا - مبارکیه (محیط بانی) - دو راهی قصر بهرام و سفیدآب و سپس کاروانسرا ی سفیدآب است که نسبت به مسیر قبلی بسیار هموارتر است ولی نیاز به کسب مجوز از اداره محیط زیست سمنان دارد.
نکات ایمنی: برای رسیدن به کاروانسرا از هر دو مسیر، بنزین کافی به همراه داشته باشید چون با احتساب مسیر رفت و برگشت تا اولین پمپ بنزین مسافتی در حدود ۲۰۰ کیلومتر باید طی شود. (از مسیر بالا اولین پمپ بنزین در پیشوا و از مسیر پایین اولین پمپ بنزین در آران قرار دارد)